# Nina Urdang
Nina Egorovna Voropaeva, coniugata Urdang (in russo Нина Егоровна Воропаева-Урданг?; Mosca, 3 novembre 1924 – Mosca, 1994), è stata una cestista sovietica.

## Carriera
Con l'Unione Sovietica ha disputato i Campionati europei del 1952.